# ワイヤードロジック
ワイヤードロジック （英: Wired Logic、結線論理）は、論理回路の構成方法の一つで、ハードウェアによる物理的な結線で命令を実行するもの。ハードワイヤードロジック (Hard Wired Logic) とも言う。布線論理、配線論理とも。ランダムロジックともいう。
高速な反面、複雑な命令の実装は困難である。このためRISCプロセッサ内部の命令実行部など、比較的複雑性の低い機能の実装に用いられる。またCISCプロセッサでも486以降のx86などは、ワイヤードロジックを取り入れ、マイクロプログラム方式の部分を減らしている。

## 概要
CISCプロセッサなどの複雑なステートマシンを構成する論理回路では、状態遷移を管理しやすくする手法としてマイクロコード（マイクロプログラム方式）があるが、一つの処理を行うのに複数のクロックが必要になる。その間次の処理に移ることはできず、クロックあたりの処理能力をあげることが難しい。
これに対しワイヤードロジックでは、マイクロコードにおける処理の複数のステップを、パイプライン化しやすい組み合わせ回路に展開した形（「ランダム論理」）で実現する。

## マイクロコードに対するハードワイヤードのメリット/デメリット
- メリット
  - クロックあたりの処理能力(IPC)が高い
  - パイプライン化することで、クロックの速度を上げやすい
- デメリット
  - 回路規模が大きくなる
  - マイクロコードROMの差し替えといった修正（チューニングや機能拡張）ができない